# Corydalis udokanica
Corydalis udokanica är en vallmoväxtart som beskrevs av G.A. Peshkova. Corydalis udokanica ingår i släktet nunneörter, och familjen vallmoväxter. Inga underarter finns listade i Catalogue of Life.